# الدوري الفنلندي الممتاز 2012
الدوري الفنلندي الممتاز 2012 (بالفنلندية: Veikkausliigan kausi 2012)‏ هو موسم من الدوري الفنلندي الممتاز. فاز فيه نادي هلسنكي.